# Harchoef
Harchoef was een Egyptische ambtenaar die in dienst van farao Pepi II rond 2270 v.Chr. een viertal ontdekkingsreizen maakte naar Nubië. Harchoef legde de grondslag van de latere vestigingen van handelsposten en het uiteindelijke inlijven van Nubië bij Egypte.

## Expedities
Harchoef groeide op in Elephantine. Hij werd benoemd door Merenre I als gouverneur van het zuidelijke deel van Opper-Egypte en opzichter. Zijn voornamelijke bezigheid was handel drijven met Nubië. en politieke banden smeden met lokale heersers. Op zijn laatste ontdekkingstocht nam hij een dwerg mee, vermoedelijk een pygmee.
Hij maakte een lange reis naar het land Iyam, dat waarschijnlijk overeenkomt met het vruchtbare gedeelde ten zuiden van het moderne Khartoum, waar de Blauwe Nijl samen komt met de Witte Nijl. Maar Jean Yoyotte vermoedt dat Iyam noordelijker is gelokaliseerd in de Libische Woestijn.

## Graf
Zijn graf ligt in Qubbet el-Hawa, nabij Aswan.
Inscripties in het graf van Harchoef laten veranderingen zien in de Egyptische kijk op de wereld, dat zich voordeed in de late Oude Rijk en het Eerste tussentijd. De rol van de koning werd steeds meer die van een mens, met emoties en persoonlijke interesses.

## Galerij

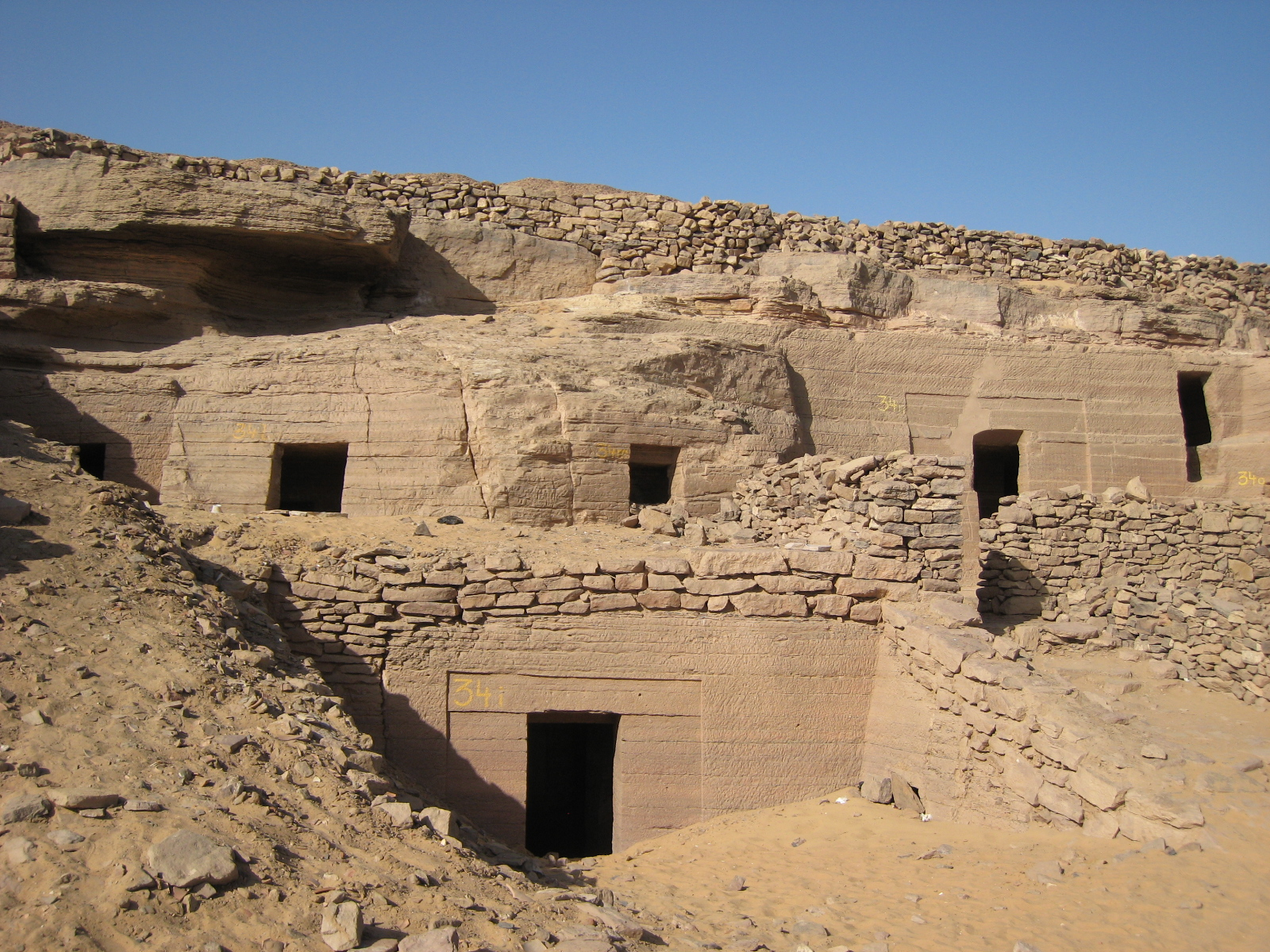
Graven van Qubbet el-Hawa.
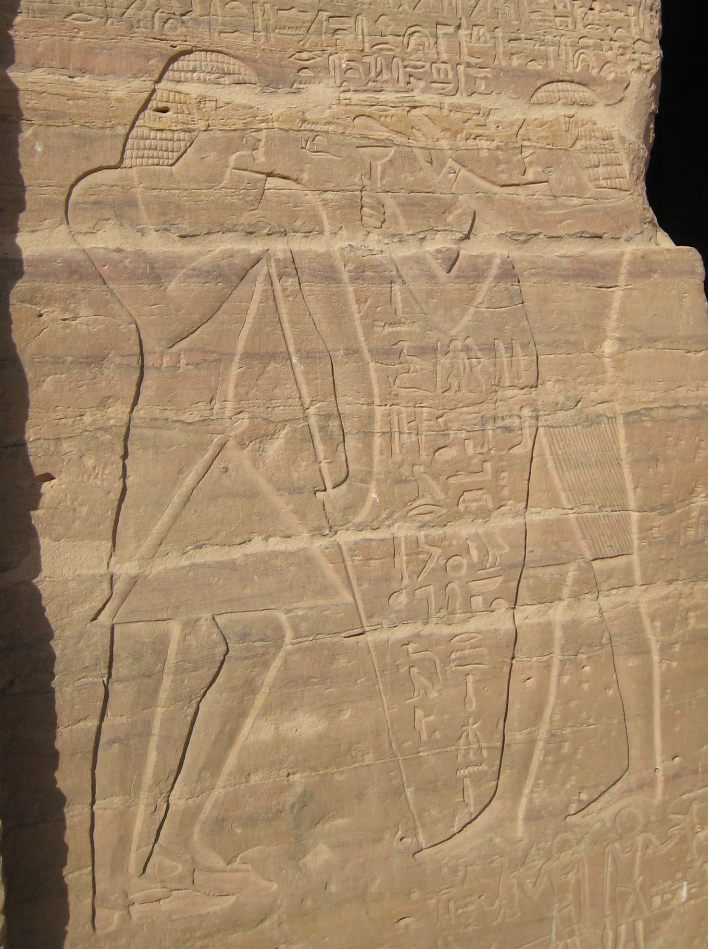
Harchoef en zijn zoon.
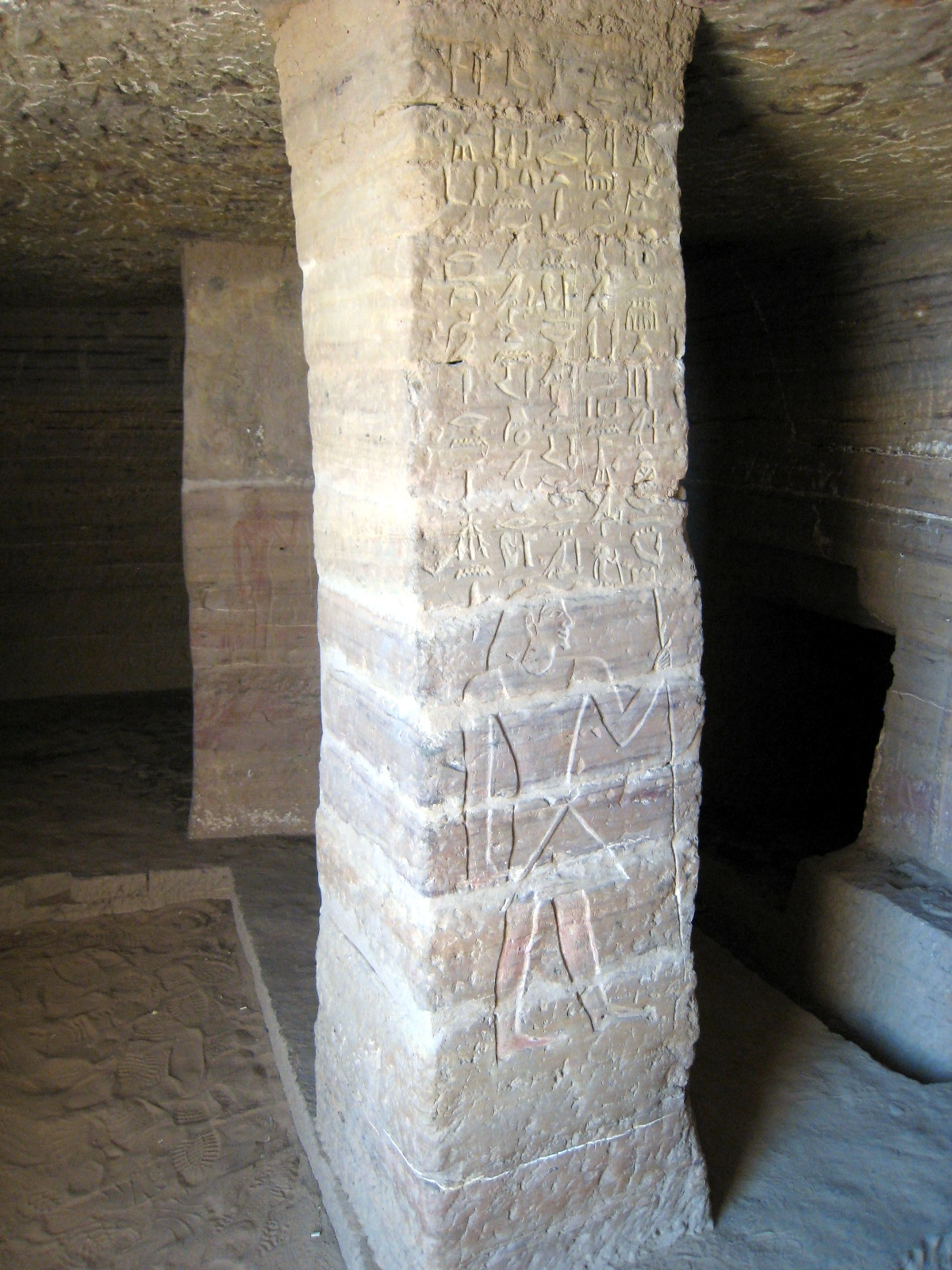
In het graf
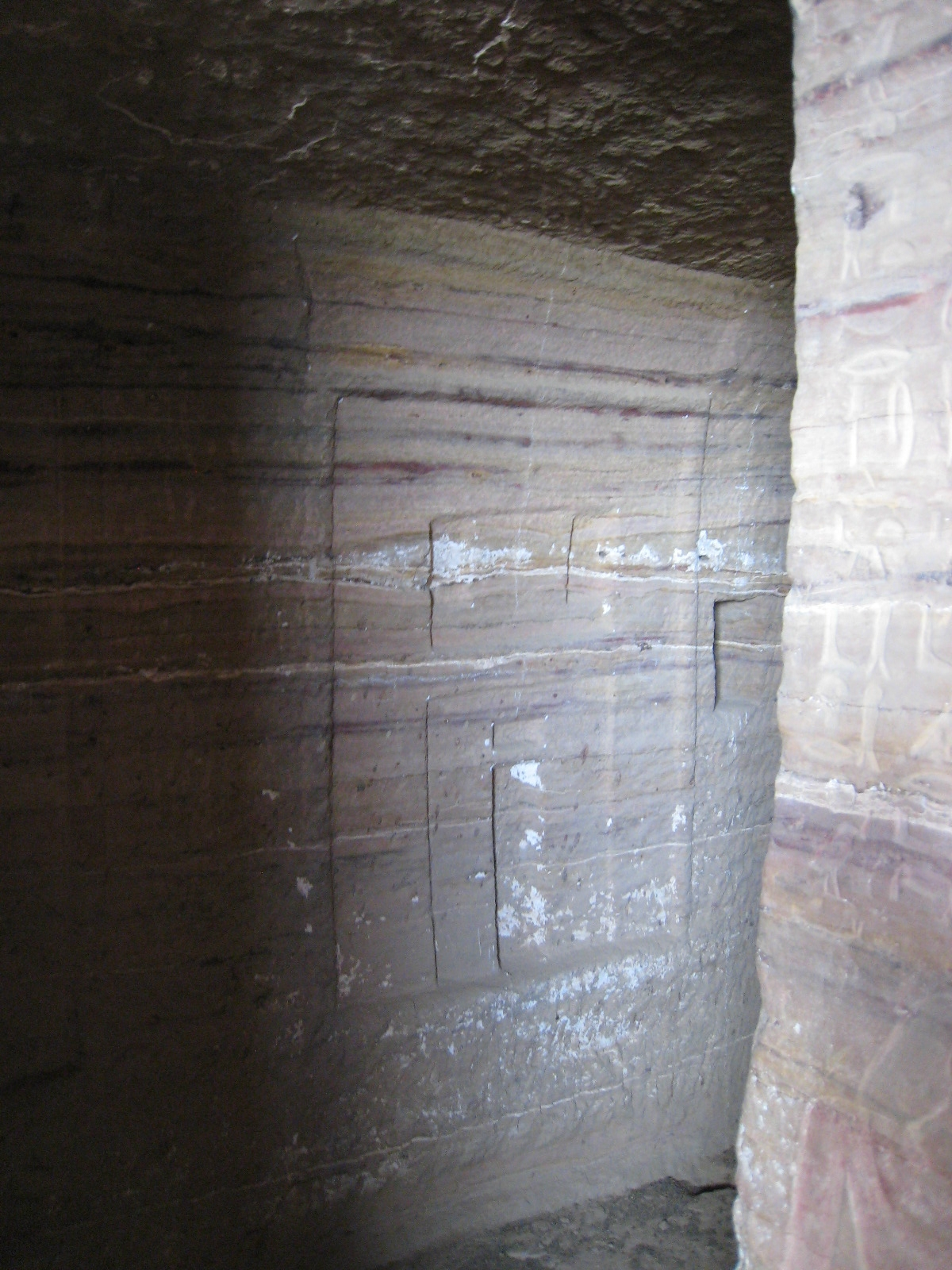
Inscriptie